# هنری زامبلی
هنری زامبلی (انگلیسی: Henri Zambelli؛ زادهٔ ۹ مارس ۱۹۵۷) بازیکن فوتبال اهل فرانسه است.
از باشگاه‌هایی که در آن بازی کرده‌است می‌توان به باشگاه فوتبال استاد برستوا ۲۹، باشگاه فوتبال المپیک لیون، باشگاه فوتبال رن، باشگاه فوتبال نیس، و باشگاه فوتبال المپیک مارسی اشاره کرد.